# Сахненко, Владимир Демидович
Сахне́нко Влади́мир Деми́дович (род. 10 января 1930, с. Сульское  Сумской области, УССР — 31 июля 2008, Тула) — художник и керамист, член Союза художников СССР с 1967 года. Отец художника Ивана Сахненко.
Закончил в 1951 г. Ворошиловоградское художественное училище. В 1951–1953 гг. учился в московском Академическом институте им. Сурикова, где познакомился с Ильей Кабаковым и своей будущей женой, скульптором Зоей Рябченко. С 1957 г. — участник выставок. Жил и работал в Туле.

## Керамика
Создавал монументальные работы, экстерьерную керамику и просто керамическую домашнюю утварь. Утилитарность и декоративность не мешали искусству, скорее помогали спрятать крамольные для советского времени эксперименты с рисунком и формой, которые позже продолжились в живописи.
Его работами украшены дворцы культуры, Тульский драматический театр, гостиничный комплекс «Интурист» в Ялте, правительственная дача в Форосе. Керамика Владимира Сахненко находится в Государственном музее истории культуры Узбекистана в Самарканде , в Хаммеровском торговом центре в Москве.
Практически до конца жизни работал ежедневно в своей мастерской на щекинском заводе «Кислотоупор», создавая кувшины, вазы, амфоры, цветочные горшки, многосоставные керамические конструкции, керамические скульптуры всевозможных существ и пр. и пр.
Использовал шамот, часто вместе с глазурью. В конце 1970-x нашел термостойкий состав голубо-зеленой глазури, выдерживающей обжиг при температурах, которые сжигают обычные лазурь или кобальт. Такой глазури не страшны любые экстремальные погодные условия, включая мороз. Почти сорок лет глазированная керамика Сахненко стоит под открытым небом в Самарканде и Крыму.

## Живопись
В 70-е годы художник написал 13 больших черно-белых абстрактных полотна (сейчас в собрании «Эрарты»). В начале 1980-х годов В. Д. Сахненко перешёл к созданию ярких по колориту живописных произведений: портретов, натюрмортов и картин по библейским мотивам. Его творческая манера (как в живописи, так и в керамике) характеризуется лёгкостью перехода от фигуративности к абстракции и орнаментальности.

## Крупные собрания работ
- Музей современного искусства «Эрарта», Санкт-Петербург
- Галереи «Арт-сезон» и «Арт-караван», Москва
- Государственный музей истории культуры Узбекистана (бывший Музей имени Акмаля Икрамова), Самарканд
- Тульский музей изобразительных искусств

## Выставки последних лет
- 1999 —  галерея «На старой Басманной», Москва, совместно с сыном, Иваном Сахненко
- 2005 — «Осенний марафон», ЦДХ, Москва, совместно с Иваном Сахненко, Аветиком и др.
- 2006 — «Откровение цвета», ЦДХ, Москва, персональная выставка, галерея «Арт-Караван»
- 2007 — «Абстрактное искусство. XXI век, начало», ЦДХ, Москва

## Галерея

### Керамика

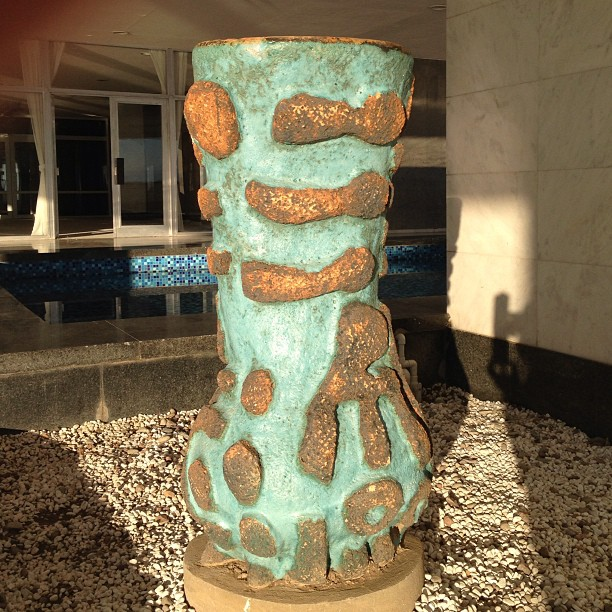
Большая ваза на крыше гостиницы Ялта-Интурист
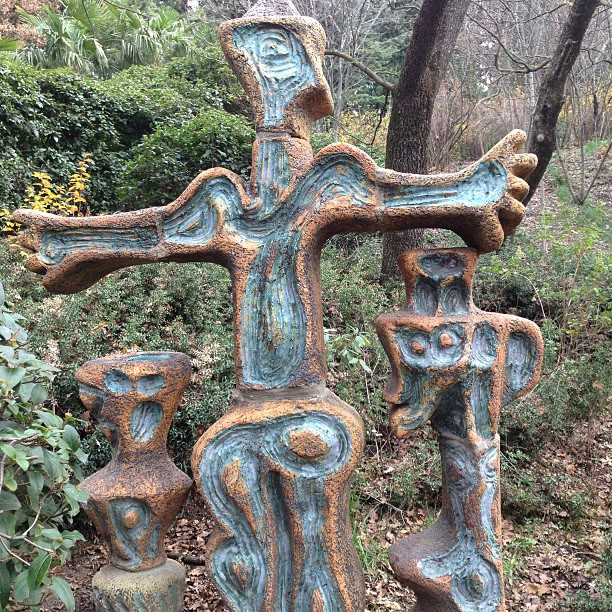
Фигуры в парке гостиницы Ялта-Интурист
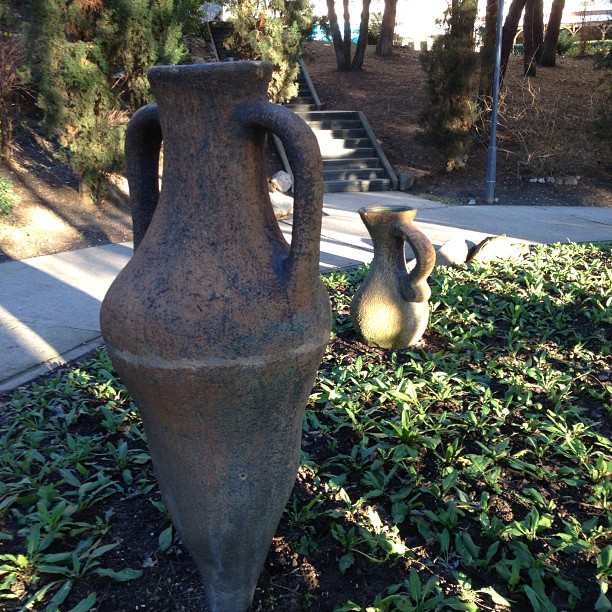
Амфоры в парке гостиницы Ялта-Интурист
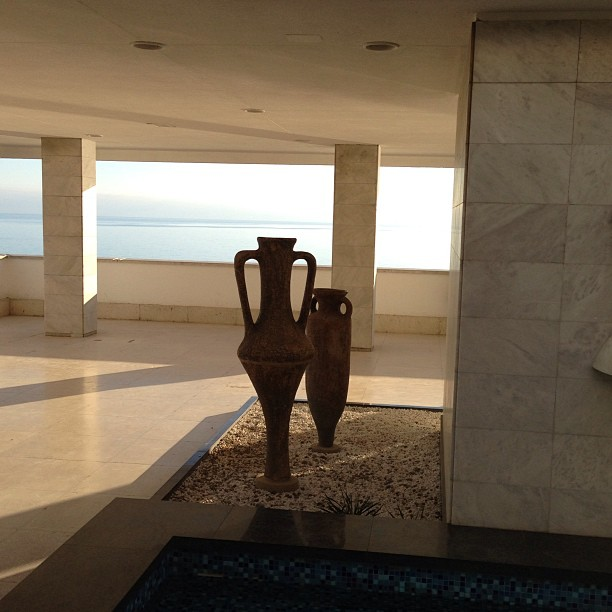
Две амфоры на крыше гостиницы Ялта-Интурист
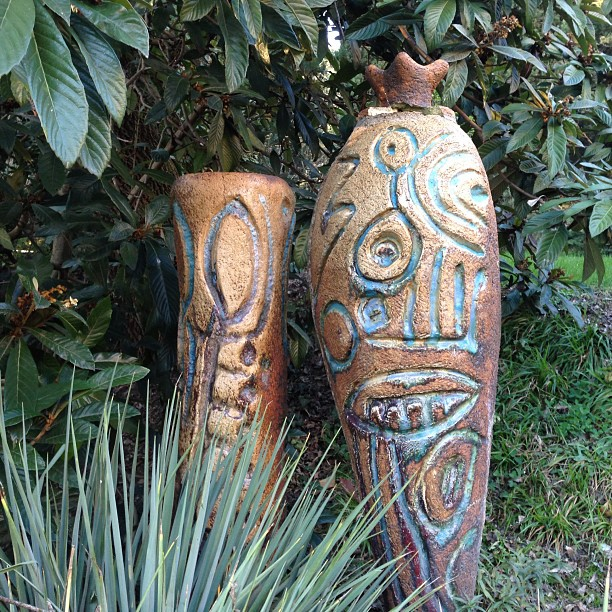
Две керамические фигуры в парке гостиницы Ялта-Интурист
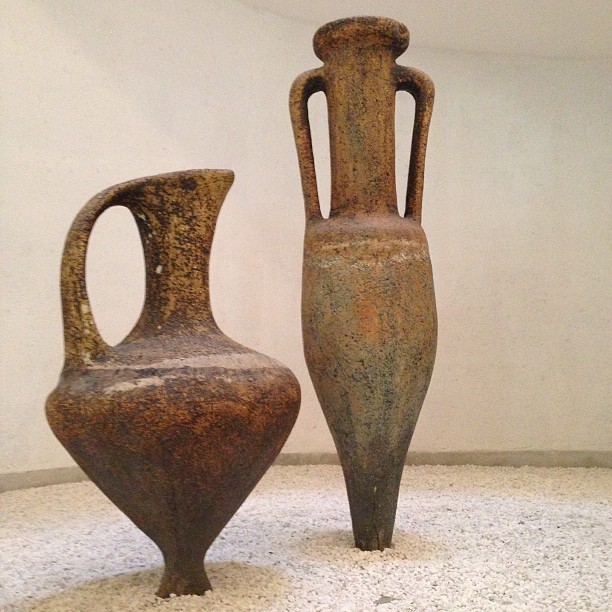
Две амфоры в холле бассейна гостиницы Ялта-Интурист
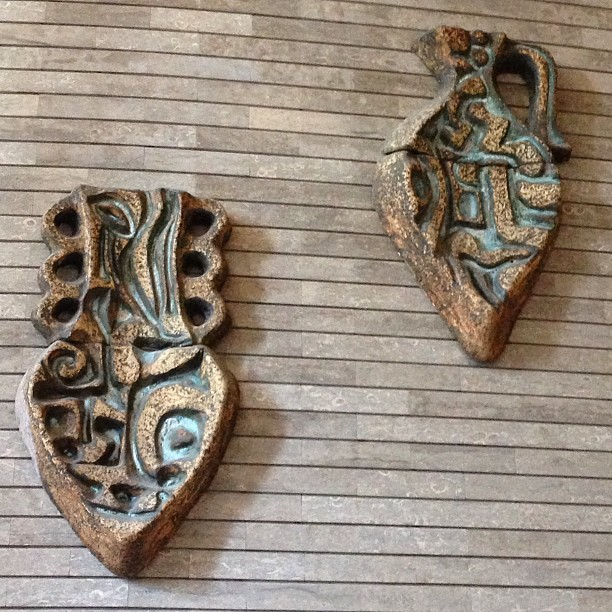
Две декоративные амфоры у входа в бассейн гостиницы Ялта-Интурист
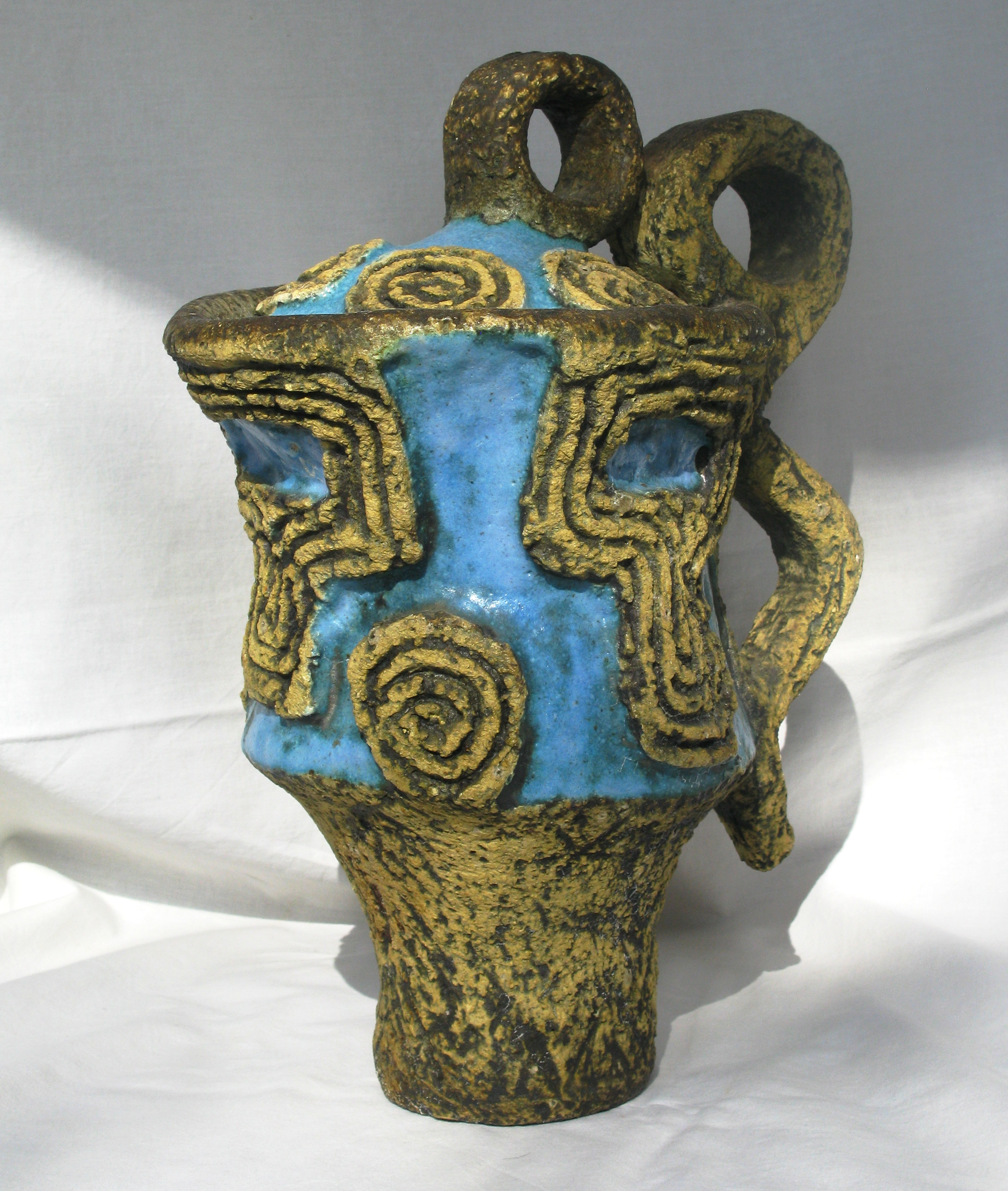
Солонка
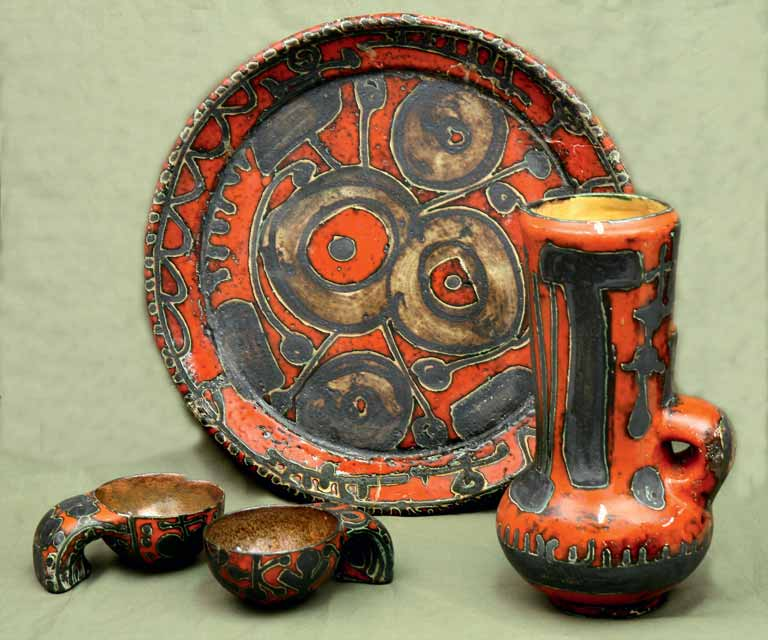
Сервиз, 1979, собрание ТОХМ

### Живопись

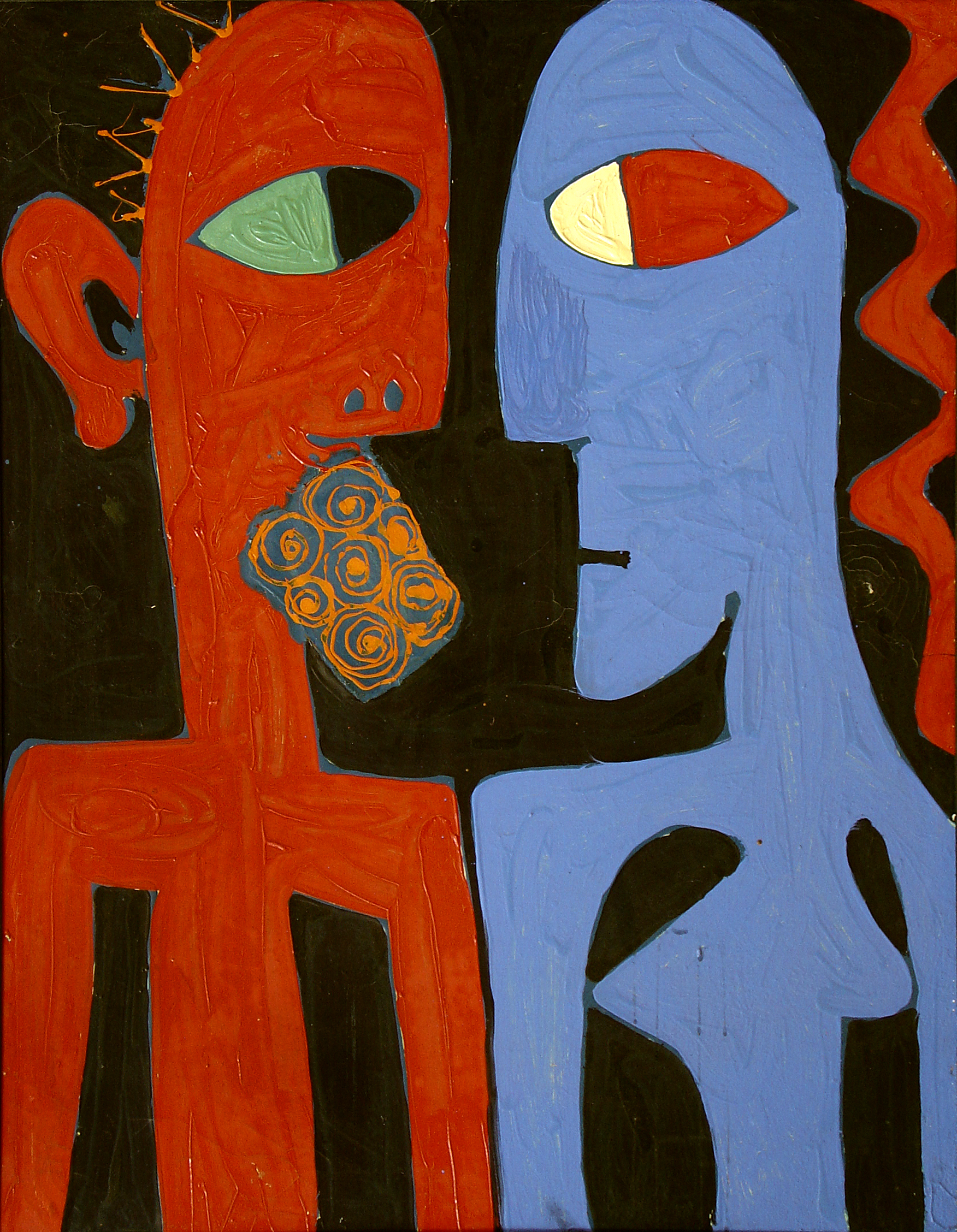
Адам и Ева, 1979, холст, масло, 75х58
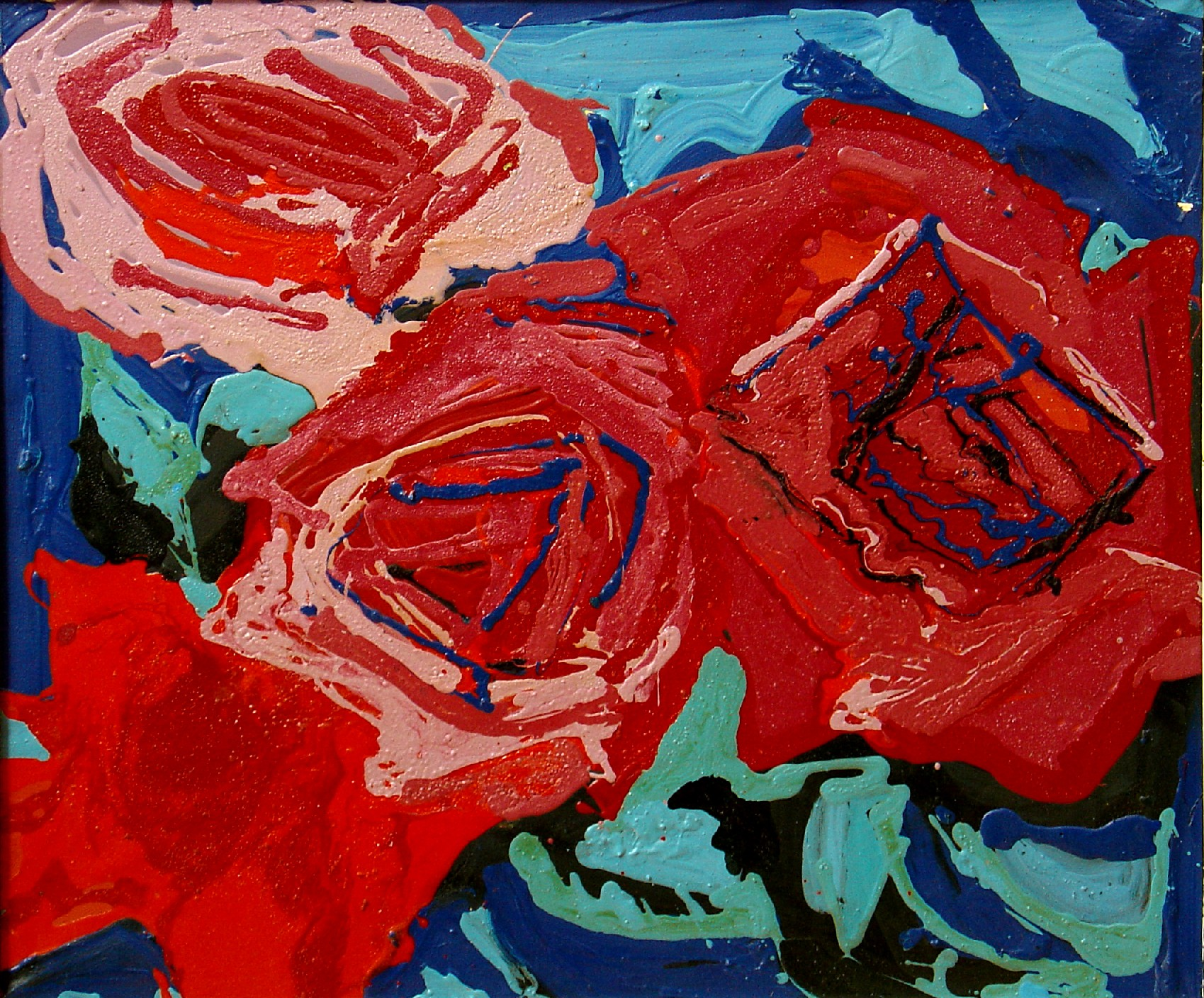
Розы, 1979, холст, масло, 57х68
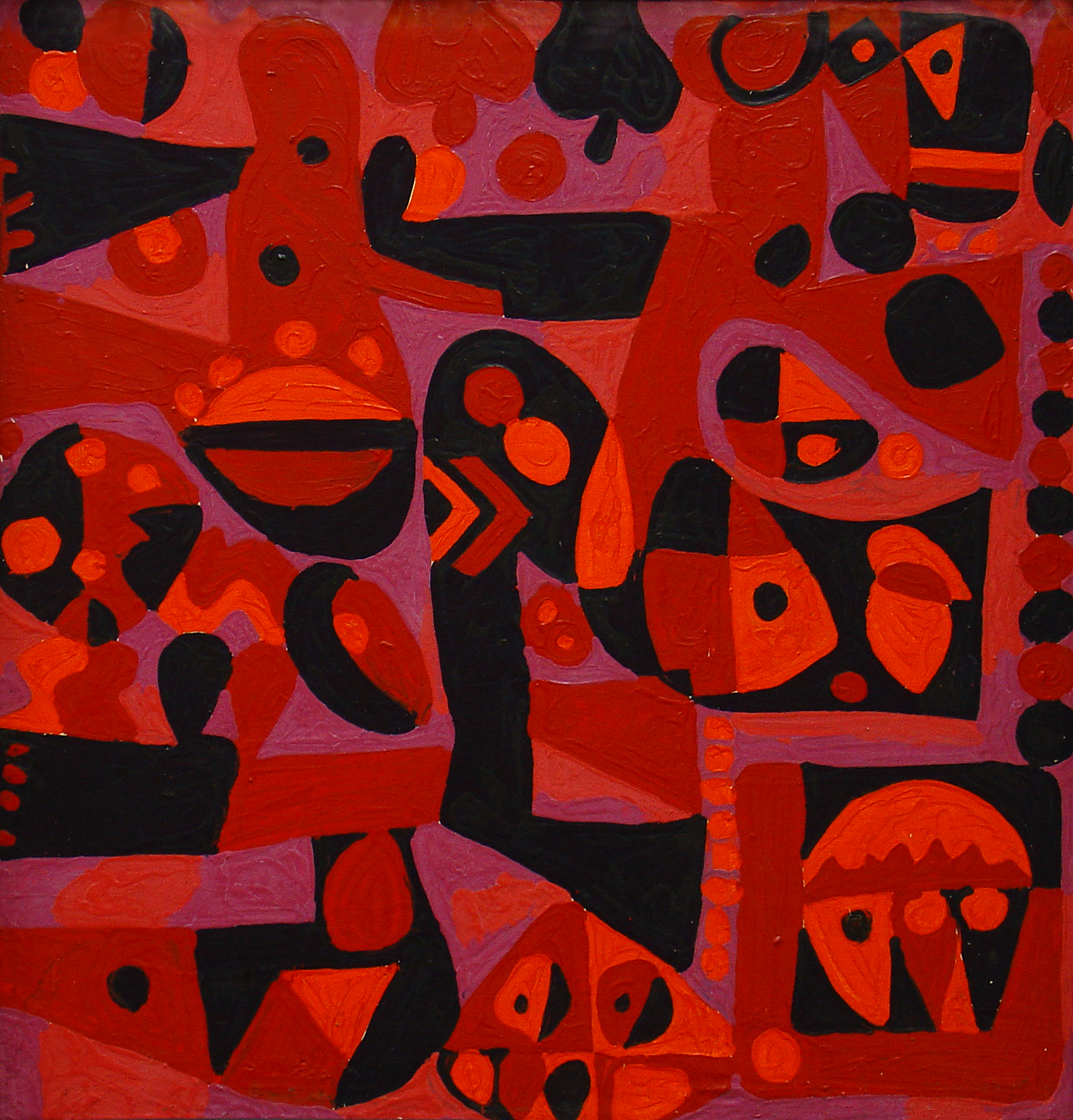
О любви, 1980, холст, масло, 100х95
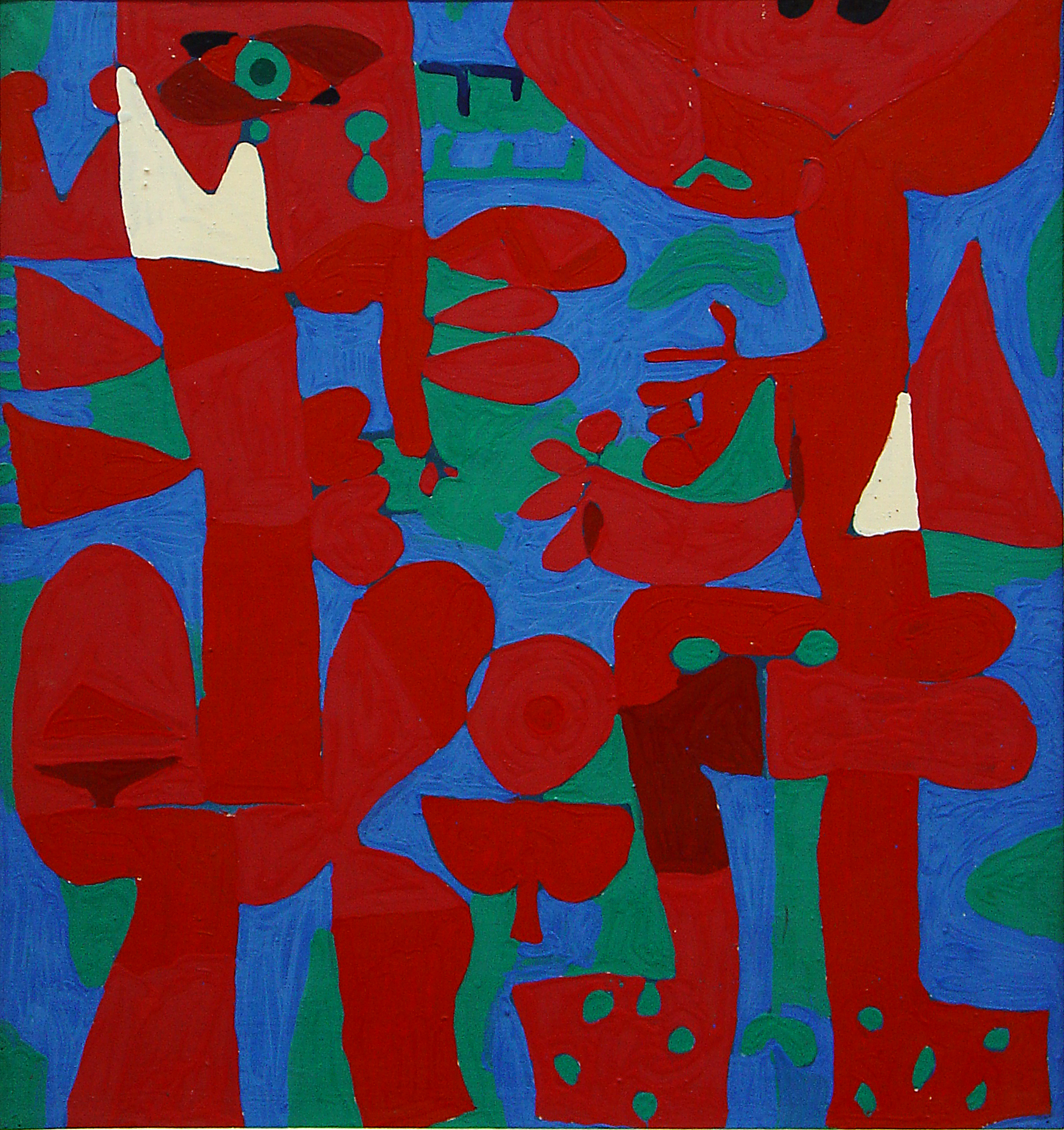
Признание, 1980, холст, масло, 100х93
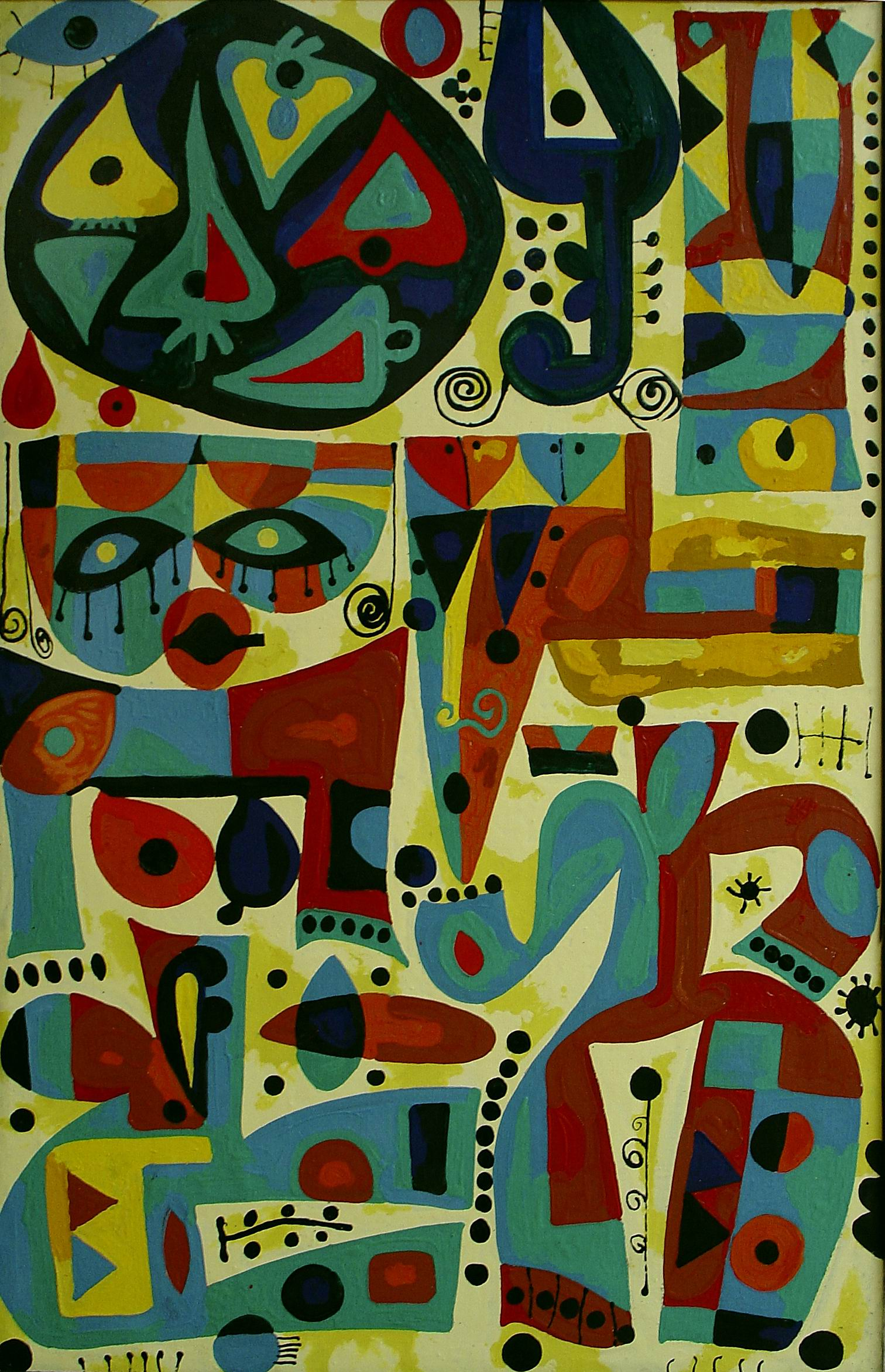
Композиция, 1980, холст, масло, 105х65
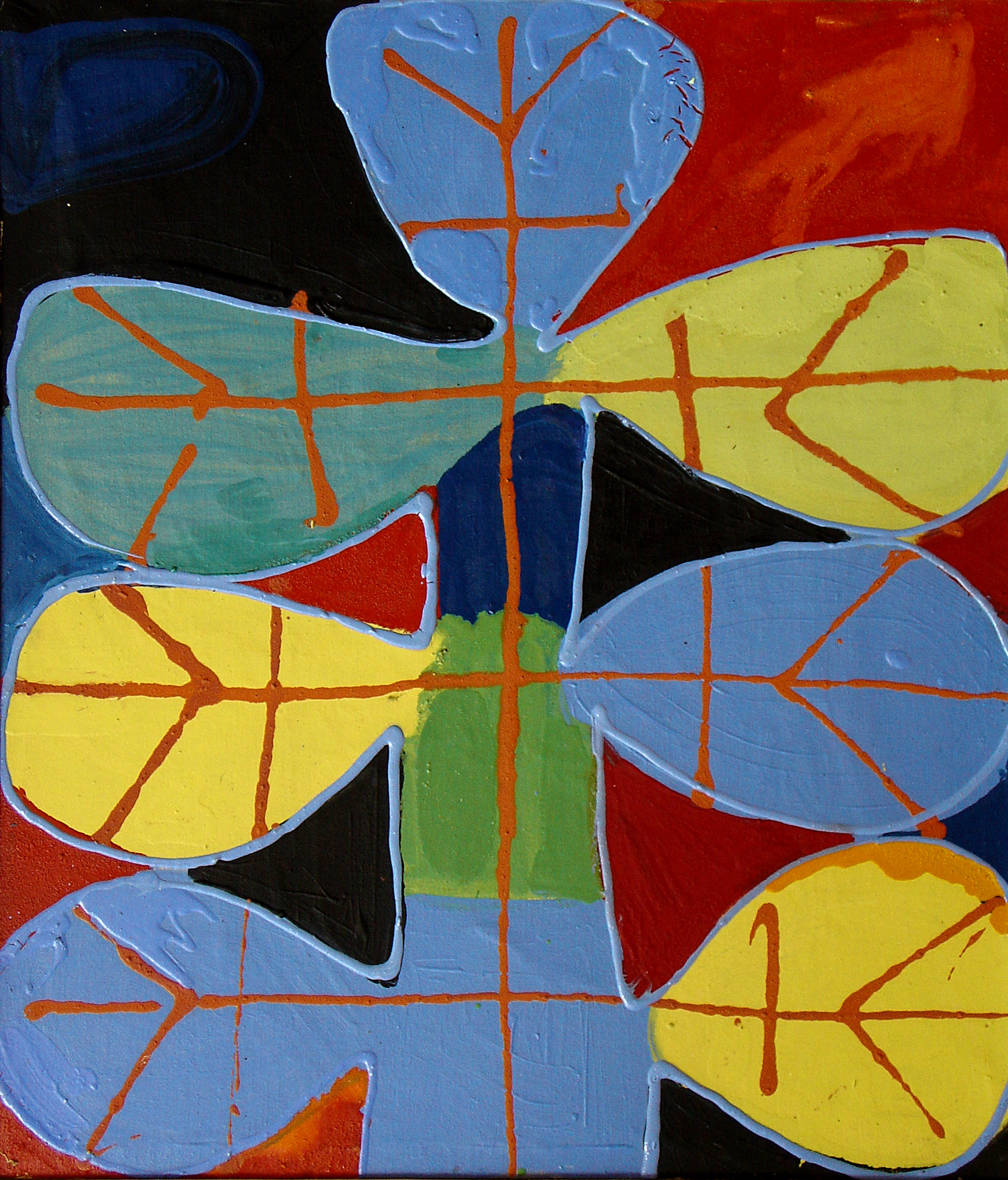
Семилистник, 1980, холст, масло, 72х63
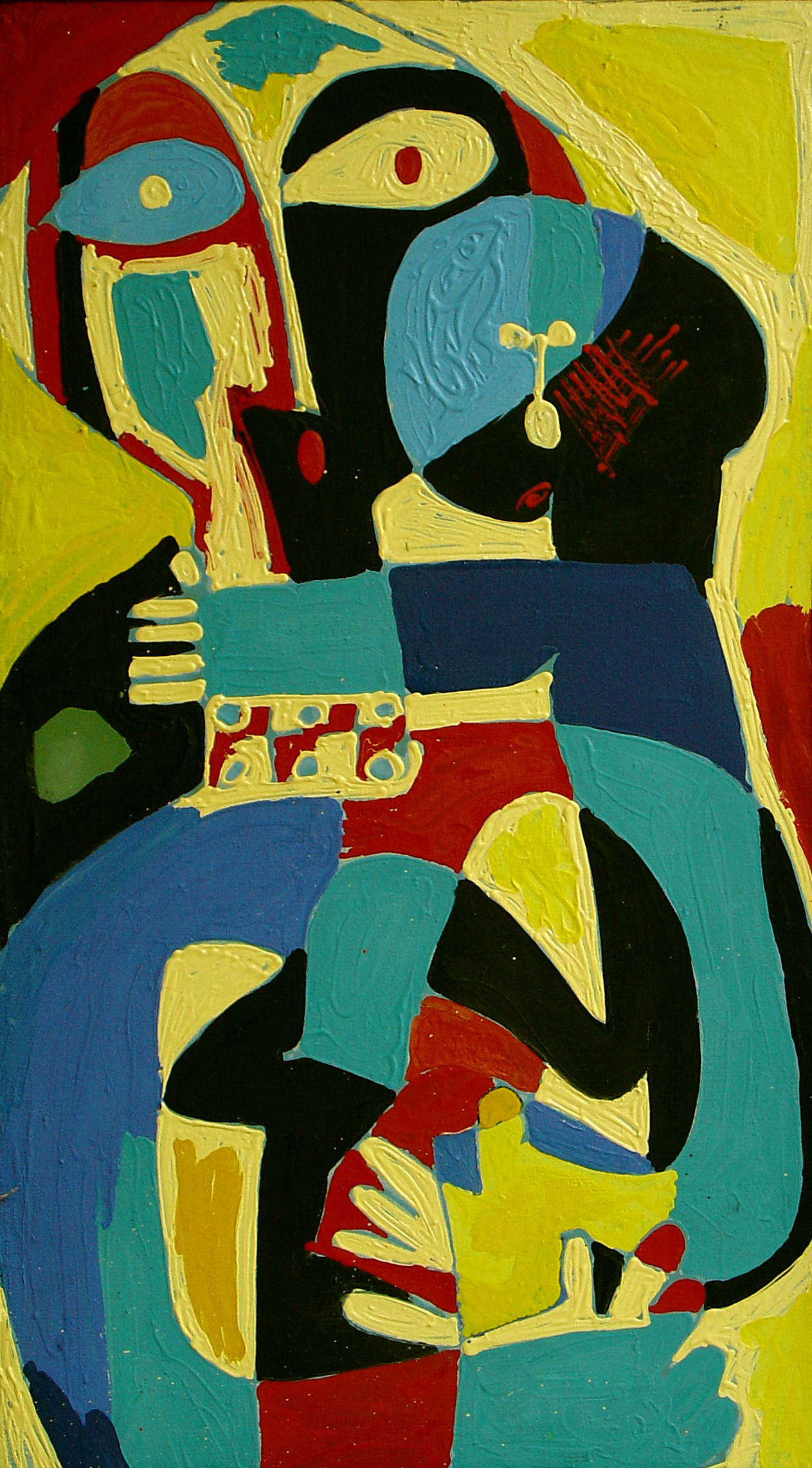
Мадонна с младенцем, 1981, холст, масло, 100х53
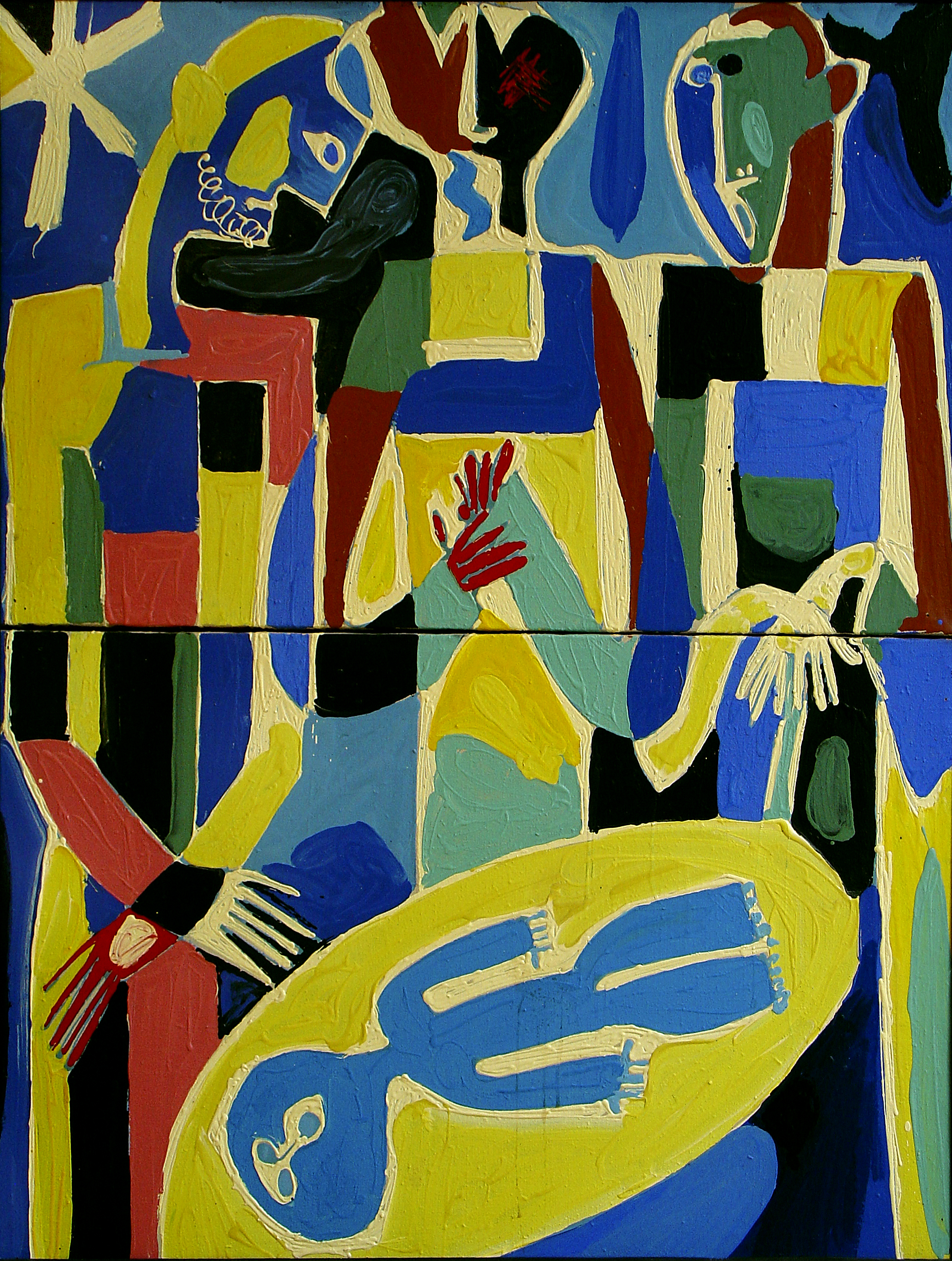
Волхвы, 1981, холст, масло, 128х102
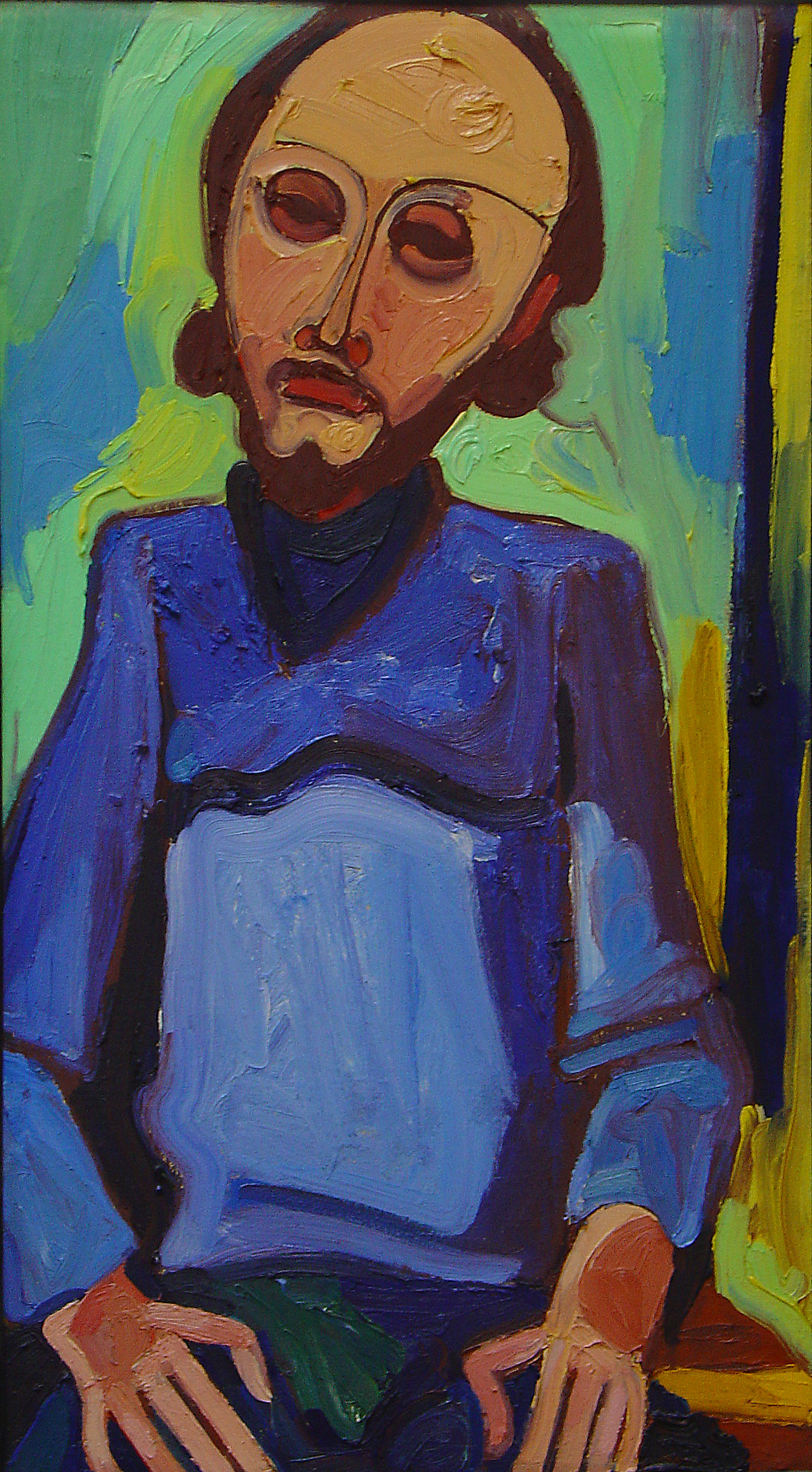
Сергей, 1982, холст, масло, 113х63
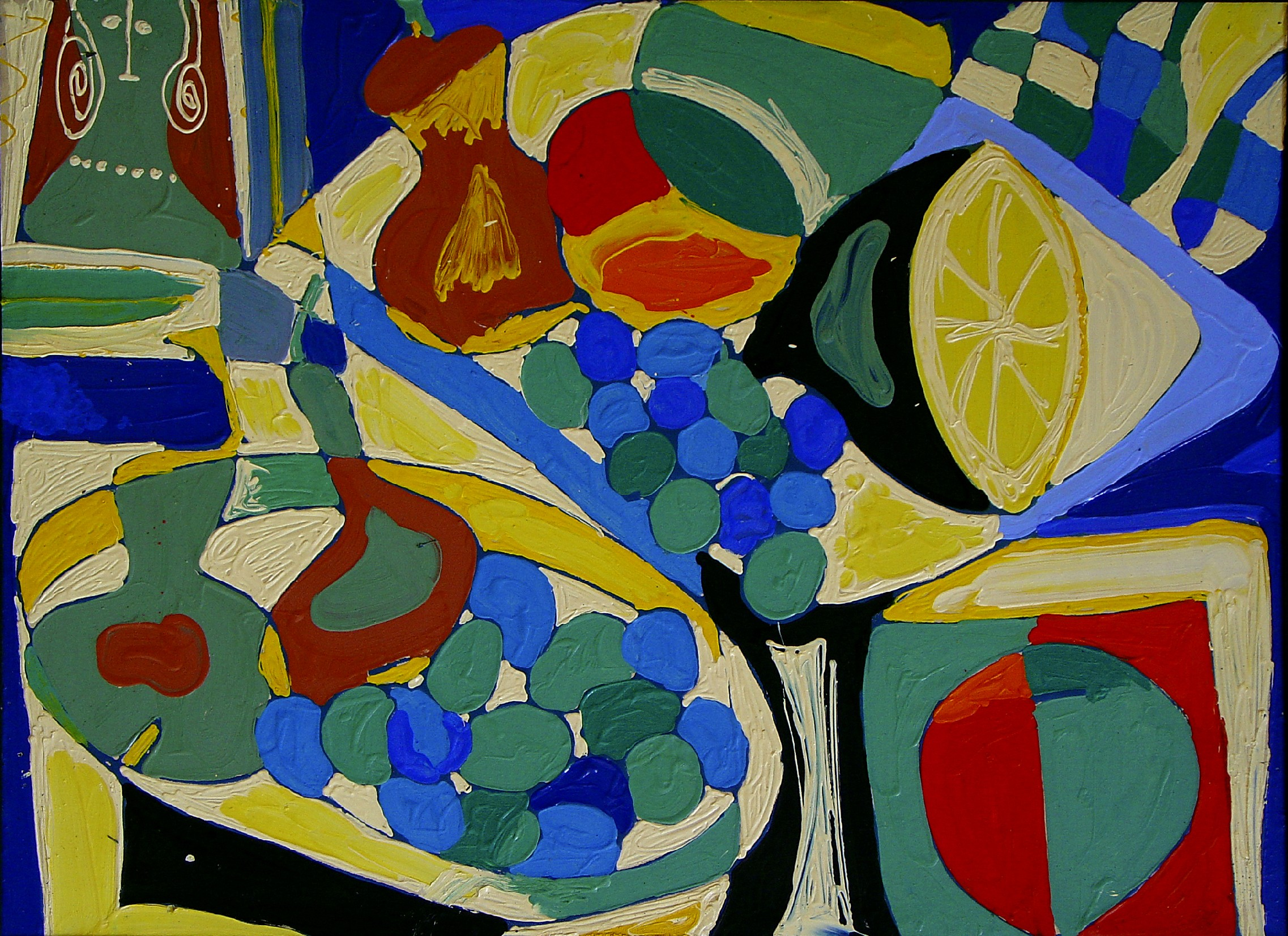
Натюрморт с лимоном, 1982, холст, масло, 85x90
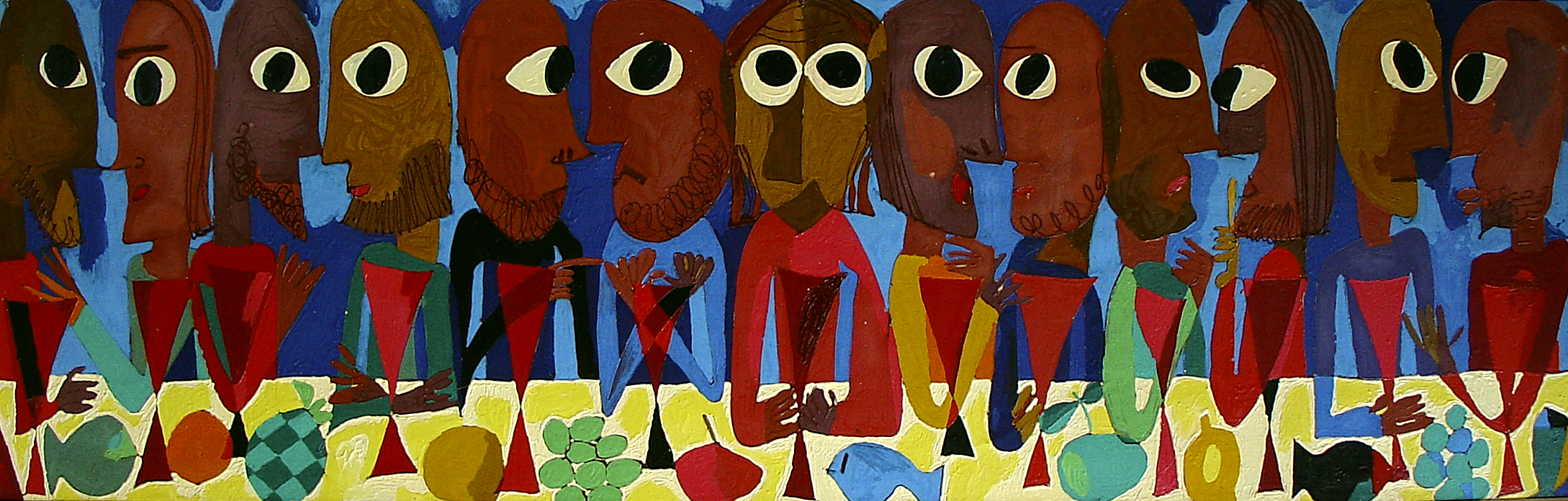
Тайная вечеря, 1982, холст, масло, 85x320